# Episodi di Queer as Folk (seconda stagione)
La seconda stagione della serie televisiva Queer as Folk è stata trasmessa sul canale statunitense Showtime dal 6 gennaio al 16 giugno 2002.
| nº | Titolo originale                                  | Prima TV USA     |
| -- | ------------------------------------------------- | ---------------- |
| 1  | Home Is Where the Ass Is                          | 6 gennaio 2002   |
| 2  | All Better Now                                    | 13 gennaio 2002  |
| 3  | Hypocrisy, Don't Do It                            | 20 gennaio 2002  |
| 4  | Pride                                             | 27 gennaio 2002  |
| 5  | ...Wherever That Dream May Lead You               | 3 febbraio 2002  |
| 6  | Mixed Blessings                                   | 10 febbraio 2002 |
| 7  | The Leper (Hath the Baby Not Eyes)                | 17 febbraio 2002 |
| 8  | Love for Sale                                     | 3 marzo 2002     |
| 9  | Accentuate the Positive                           | 10 marzo 2002    |
| 10 | Priorities, Please!                               | 17 marzo 2002    |
| 11 | The Wedding                                       | 31 marzo 2002    |
| 12 | One Degree of Brian Kinney                        | 7 aprile 2002    |
| 13 | It's Because I'm Gay, Right?                      | 14 aprile 2002   |
| 14 | The Dangers of Sex and Drugs                      | 28 aprile 2002   |
| 15 | Rage Against This Machine                         | 5 maggio 2002    |
| 16 | You Say It's Your Birthday! I Couldn't Care Less! | 12 maggio 2002   |
| 17 | You Can Leda Girl to a Pussy                      | 26 maggio 2002   |
| 18 | Sick, Sick, Sick                                  | 2 giugno 2002    |
| 19 | Bowling for Equality                              | 9 giugno 2002    |
| 20 | Out with a Whimper                                | 16 giugno 2002   |

## Home Is Where the Ass Is
- Diretto da: Alex Chapple
- Scritto da: Ron Cowen e Daniel Lipman

### Trama
È trascorso circa un mese dal suo trasferimento a Portland, quando Michael ritorna in visita a Pittsburgh per qualche giorno e racconta a Ted ed Emmett di come le cose con David vadano a gonfie vele.
Michael è deluso dal comportamento di Brian, il quale non ha mai risposto ai suoi messaggi e ha ripreso la sua solita vita dissoluta, senza interessarsi minimamente alle condizioni di Justin.
In realtà, Brian si reca ogni sera di nascosto in ospedale a trovarlo e Michael si accorge che sotto i vestiti porta ancora la sciarpa insanguinata di quella notte.
Justin sta facendo ottimi progressi e il dottore decide di dimetterlo prima del previsto: il ragazzo non si è ancora completamente ristabilito, tanto da spaventarsi per una macchia di sugo sul vestito di Debbie.
Justin chiede a Daphne di portarlo a Liberty Avenue perché vuole incontrare Brian: qui ha problemi nei contatti fisici con la gente, ma barcollando riesce ad arrivare da Woody's dove trova Michael e Brian.
Nel loft Justin spiega a Brian che secondo i medici rischia di non poter più disegnare, avendo la botta lesionato leggermente il sistema motorio: il ragazzo aggiunge che non rammenta nulla della notte dell'aggressione, essendosi i suoi ricordi fermati a quando lui aveva rifiutato il suo invito al ballo.
Al processo Chris Hobbs patteggia e se la cava con i lavori sociali: la sentenza indigna la comunità gay perché, secondo il giudice, Justin ha provocato Hobbs palesando il proprio stile di vita.
Brian si vendica incollando il giudice al water del gabinetto nel quale costui si reca ogni volta che deve riflettere su una sentenza, spiegando poi a Michael che ha usato una formula chimica imparata a scuola.
Lindsay e Melanie chiedono a Emmett e Ted di accompagnarle al terzo matrimonio di Lynette, sorella di Lindsay, perché la famiglia Peterson non vuole che sia resa pubblica la loro relazione.
Mentre sta tenendo un discorso in onore della sposa, Lindsay riflette ad alta voce sull'ingiustizia che lei e Melanie non possano sposarsi benché si amino e le fa la proposta di matrimonio davanti a tutti.
Nonostante la rivelazione abbia compromesso la reputazione della sua famiglia, Lindsay non si pente di quello che ha fatto e comincia a pensare allo Stato in cui celebrare le nozze: Melanie però frena, in quanto non hanno bisogno di dimostrare il loro amore con un gesto che sarebbe soltanto simbolico e non legale.
Di ritorno dal matrimonio, Emmett sorprende Michael con un altro uomo e pensa che si tratti di una semplice scappatella dovuta alla lontananza da David.
Il giorno dopo Michael confessa a lui e a Ted di aver rotto con David perché non è riuscito ad ambientarsi a Portland, ma non voleva ammettere di aver fatto uno sbaglio.
Jennifer chiede a Brian di farsi da parte perché ha rischiato di perdere suo figlio, anche se ha provato ad accettare il loro mondo: a Brian, che per la prima volta ha ammesso di tenere al ragazzo, non resta da far altro che andarsene.
- Guest star: Sherry Miller (Jennifer Taylor), Makyla Smith (Daphne Chanders), Jack Wetherall (Vic Grassi), Alec McClure (Christopher Mark Hobbs), Don Allison (Ron Peterson), Pixie Bigelow (Nancy Peterson), Heather Hodgson (Lynette Peterson), Frank Pellegrino (giudice Russo), Marvin Ishmael (dottor Ezrahi)

## All Better Now
- Diretto da: John Greyson
- Scritto da: Ron Cowen e Daniel Lipman

### Trama
Desideroso di dimenticare la rottura con David, Michael trascorre notti di divertimento sfrenato al Babylon: Debbie e gli amici lo spronano a rimettersi in carreggiata e trovarsi un lavoro.
Michael si ripresenta al Big Q, dove apprende che il suo posto di direttore è stato preso da Andrew: costui gli propone di assumere l'incarico di vice-caporeparto che ha ricoperto prima, anche se questo vorrebbe dire lavorare alle sue dipendenze.
Tutt'altro che allettato dall'idea, Michael valuta la possibilità di un'occupazione alternativa ed Emmett lo convince a buttarsi insieme a lui in una molto remunerativa attività di camerieri a una festa privata.
Michael ed Emmett rispondono all'annuncio, ma una volta sul posto scoprono che devono servire quasi completamente nudi un gruppo di anziani gay che si divertono a palpeggiarli.
Michael non vuole più farsi umiliare, così accetta la proposta di Andrew: quest'ultimo però approfitta del suo ritorno per sottoporlo a massacranti orari di lavoro.
Ted viene licenziato perché il suo capo, il signor Wertshafter, lo ha sorpreso mentre stava navigando su un sito porno gay.
Ted si sente discriminato perché i suoi colleghi fanno la stessa cosa, ma Wertshafter li tollera perché sono etero: la legge non lo tutela in nessun modo.
A Ted non resta altro da fare che presentarsi nell'ufficio di Wertshafter e implorarlo di riavere il lavoro, in quanto si è trattata di una semplice sbandata dopo nove anni di onorato servizio.
Wertshafter non ha intenzione di riassumerlo e gli consiglia, non avendo mai visto in lui la scintilla di passione per la ragioneria, di trovare lavoro in un altro campo.
Justin ha un incubo in cui bussa alla porta del loft di Brian, ma ad aprirgli è Chris Hobbs che lo trascina dentro.
Jennifer è molto preoccupata perché il figlio è diventato aggressivo e non si fa toccare da nessuno: Justin scopre che sua madre ha proibito a Brian di rivederlo e l'aggredisce.
La donna si presenta da Brian e gli chiede di dimenticare il loro accordo, riprendendo Justin con lui e aiutandolo a tornare il ragazzo solare che era prima.
Nemmeno Brian sembra riuscire a scalfire il muro di Justin con il mondo esterno, così si rivolge a uno psicologo che gli consiglia di far rivivere al ragazzo la notte dell'aggressione per aiutarlo a ricordare.
Con l'aiuto di Daphne, Brian inscena il ballo della scuola: quando però lo porta al sottopassaggio in cui è avvenuto l'incidente, Justin dice di non ricordare nulla.
Gus festeggia il suo primo compleanno: Lindsay ha allestito una festa in giardino e dice a Melanie di aver capito quanto sia stata stupida la sua idea riguardo al matrimonio.
Alla festa viene regalata a Gus una piccola mazza da baseball: Justin ha un flash e ricorda il momento in cui Hobbs lo ha colpito, quindi può finalmente mettere insieme tutte le tessere del puzzle.
Michael sfoga il proprio disagio con sua madre, sentendo di aver perso tempo ed essere rimasto indietro: Debbie cerca di infondergli fiducia, in quanto prima o poi troverà la sua strada.
Dopo la festa, mentre Justin e Brian tornano a fare l'amore, Melanie chiede a Lindsay di sposarla.
- Guest star: Sherry Miller (Jennifer Taylor), Makyla Smith (Daphne Chanders), Jack Wetherall (Vic Grassi), Alec McClure (Christopher Mark Hobbs), Lindsey Connell (Tracy), Alex Poch-Goldin (Andrew), Robert Church (signor Wertshafter), James Kall (direttore del catering), Patrick Galligan (psicologo)

## Hypocrisy, Don't Do It
- Diretto da: Michael DeCarlo
- Scritto da: Karen Walton

### Trama
I ragazzi si appassionano a Gay as Blazes, una serie TV molto apprezzata perché si allontana dagli stereotipi volgari che circolano sui gay: i due protagonisti, Bobby e Bruce, sono infatti una coppia interessata a valori molto più edificanti rispetto al sesso.
L'unico a cui Gay as Blazes non piace è Brian, il quale non cerca l'approvazione degli etero e quindi non si riconosce nel ritratto illibato che il telefilm vuole mostrare.
Emmett viene assunto come domestico da Blaine e Blair, una coppia gay che sembra identica in tutto e per tutto a quella di Gay as Blazes, ma si ritrova coinvolto in un ménage à trois con i due uomini e si sente in colpa perché crede di aver rovinato il loro rapporto.
Emmett rimane perplesso quando scopre che Blaine e Blair sono perfettamente consapevoli del reciproco tradimento, tanto da essersi comportati in questo modo con tutti i precedenti domestici: Emmett decide di rassegnare le dimissioni e dà ragione a Brian quando diceva di dubitare delle apparenze.
Lindsay e Melanie sono entrate nel consiglio direttivo del Centro Gay e Lesbiche, dove sono riuscite a far ottenere a Brian il riconoscimento di "Eroe gay dell'anno" per aver salvato Justin: Brian non vuole ritirare il premio, ma Lindsay lo costringe per una volta a mettere da parte l'orgoglio e intervenire.
Howard Bellweather, esponente di spicco della comunità gay locale, pubblica sul giornale Out un articolo in cui afferma che Brian Kinney non deve essere premiato perché, secondo lui, è un pedofilo promiscuo che ha sedotto un minorenne.
Tannis e Phillip, i responsabili del Centro, hanno paura che la premiazione di una persona immorale come Brian possa indurre gli sponsor a togliere fondi: per questo motivo chiedono a Lindsay e Melanie di convincerlo a rinunciare al premio.
Michael soffre l'allontanamento da Brian e lo invita ad andare insieme al Comicon, un raduno di appassionati di fumetti, come ai vecchi tempi: Michael resta deluso quando Brian non si presenta, essendosi dimenticato dell'impegno preso.
Michael va insieme a Ted a una festa privata "BB" ovvero di body builders, suggeritagli da Debbie e Vic: in realtà si tratta di un'orgia non di "Body Builders" ma "BareBack" ovvero senza l'uso dei preservativi, dove scoprono con sconcerto che tra i partecipanti c'è il moralista Bellweather, che quindi risulta non essere così integerrimo, specie in considerazione dell'articolo moralista che ha scritto su Brian.
Brian si ostina a volere il riconoscimento, così Lindsay e Melanie avvertono Tannis e Phillip che l'uomo potrebbe intentare un'azione legale contro il Centro.
Alla serata Bellweather viene premiato come sostenitore della causa gay, Ted, dopo una breve esitazione, si alza comunque ad applaudirlo e spiega ad Emmet che non crede più in lui, ma che continua a credere negli ideali che comunque contribuisce a divulgare. Quando viene annunciato Brian, costui non è presente perché ha preferito raggiungere Michael al Comicon.
I ragazzi sono comunque contenti perché Brian, con la sua assenza, ha dato un'importante lezione a tutti sui veri significati di moralità e ipocrisia.
- Guest star: Jack Wetherall (Vic Grassi), Christopher Davis (Bobby), Brandon Barré (Bruce), Marc Richard (Blaine), Derwin Jordan (Blair), 	Maggie Huculak (Tannis), Clinton Walker (Phillip), Stewart Arnott (Howard Bellweather)

## Pride
- Diretto da: Kevin Inch
- Scritto da: Michael MacLennan

### Trama
Pittsburgh si prepara all'annuale sfilata del Gay Pride.
Come ogni anno Emmett sfilerà assieme a Godiva, un'anziana drag queen malata di AIDS, che è molto importante per lui perché è stata la prima persona che ha conosciuto quando si è trasferito dal Sud.
Michael invece non è mai intervenuto perché lo imbarazza sfilare insieme a sua madre nel corteo delle "madri orgogliose", ma quest'anno ha deciso di fare un'eccezione per accontentarla: quando però i colleghi del Big Q parlano di andare ad assistere al corteo, Michael cambia idea perché non vuole farsi vedere.
Clayton Poole, il nuovo cliente di Brian, gli affida la campagna pubblicitaria della sua omonima bibita per risollevarne le vendite: assaggiandola capisce che il suo insuccesso è dovuto al gusto amaro, così gli viene l'idea di stravolgere il brand e farla diventare una bevanda in voga presso il target gay.
Emmett è in crisi quando apprende da Vic che Godiva è morta e non vuole andare al Pride: Justin lo accompagna nella clinica dove la drag queen era ricoverata, ma qui incontra Chris Hobbs che sta prestando servizio sociale e ne rimane scioccato, tanto che anche lui vuole disertare il Pride.
A Ted non sembra vero di avere un corteggiatore: è Troy, un ragazzo carino, con cui ha un intenso rapporto sessuale.
Peccato che in seguito Ted scopra che Troy lo ha sedotto soltanto per una buona azione nei confronti dei "senza speranza" come lui: questo lo fa scontrare ancora una volta con i limiti del suo aspetto fisico.
In città arriva Leda, l'ex fidanzata di Melanie, che nota con rammarico come si sia trasformata da giovane alla ricerca dell'avventura in una tranquilla e noiosa madre di famiglia: Lindsay non gradisce molto la presenza di Leda, temendo che Melanie possa provare di nuovo desiderio verso di lei.
Leda convince Melanie a resuscitare la "vecchia puttana", la motocicletta protagonista dei loro trascorsi giovanili, con la quale le propone di sfilare al Pride: a Lindsay questa cosa non va giù perché loro due dovevano partecipare al corteo per il matrimonio gay, ma Leda riesce a farle capire che ogni tanto la compagna ha bisogno di sfogarsi facendo qualcosa che le piace.
Emmett traveste Michael da Godiva per onorarne la memoria e al tempo stesso permettergli di mascherarsi; nel frattempo, Lindsay lascia Gus a Brian e sale a bordo della motocicletta di Melanie, lasciandosi andare come le aveva suggerito Leda.
Brian convince Justin a partecipare al suo primo Pride, sfilando insieme a sua madre: analogamente fa Michael con Debbie, non prima però di aver raggiunto i suoi colleghi e baciato Andrew sulla bocca.
Poole non è affatto contento del lavoro di Brian, essendo un omofobo che non può sopportare le modifiche da lui apportate, ma Brian gli fa notare che ha rispettato i loro accordi perché le vendite della bibita si sono incrementate e riesce perfino a convincerlo a devolvere quel che gli doveva in favore della causa gay.
La sera, dopo la sfilata, tutti i partecipanti al Pride ballano per le strade di Liberty Avenue.
- Guest star: Sherry Miller (Jennifer Taylor), Jack Wetherall (Vic Grassi), Nancy Sakovich (Leda), Alec McClure (Christopher Mark Hobbs), Lindsey Connell (Tracy), Stephanie Moore (Cynthia), Alex Poch-Goldin (Andrew), Rodger Barton (Clayton Poole), Lee Rumohr (Troy)

## ...Wherever That Dream May Lead You
- Diretto da: David Wellington
- Scritto da: Efrem Seeger

### Trama
Justin comincia a frequentare l'Accademia, ma alla prima lezione non riesce a disegnare perché avverte dei forti tremori alla mano destra.
L'insegnante discute della faccenda con il preside, il quale consiglia al ragazzo di rinunciare perché il programma di studi è troppo duro per lui: Justin accetta il consiglio e abbandona il college.
Brian rimane affascinato da un computer che un collega del reparto artistico utilizza per disegnare e ne compra uno identico a Justin, ma il giovane dice di aver perso ogni interesse per l'arte.
L'unica sua occupazione rimane il lavoro alla tavola calda: qui però ha una discussione con Debbie perché, dopo aver rovesciato il caffè bollente, le ha risposto male.
Lindsay porta Justin alla mostra della pittrice Adrienne Bennett, una donna disabile che ha perso l'uso delle gambe e di una mano in un incidente stradale: Adrienne racconta che dipingere l'ha aiutata a non perdere la voglia di combattere ed esorta Justin a seguire la sua passione.
Tornato nel loft, Justin prende subito confidenza con il computer e ritrae Brian che mangia un frutto a letto.
Ted è in profonda crisi e trascorre le sue giornate chiuso in casa a masturbarsi davanti a una carrellata di film porno: Emmett invoca l'aiuto degli amici e Brian procura a Ted un lavoro come contabile nella sua azienda.
Ted si accorge che nella Ryder si ritrova a svolgere le stesse identiche mansioni di quando lavorava per Wertshafter: all'uomo viene l'idea di licenziarsi e aprire un sito web porno.
Michael continua a manifestare disagio perché non si sente realizzato: il lavoro al Big Q è sempre più intollerabile, soprattutto per il sadismo di Andrew che continua a rimproverargli ogni suo errore.
Come se non bastasse, Michael scopre che il suo negozio di fumetti preferito sta per chiudere: Buzzy, il proprietario, ha infatti deciso di trasferirsi in Florida perché non è più in grado di pagare l'ipoteca del locale.
Michael raggiunge il limite della sopportazione quando Andrew pretende che, in qualità di ultimo arrivato, indossi un costume da clown per la giornata delle famiglie.
Terribilmente umiliato, anche perché è stato visto da Lindsay e Melanie, Michael decide di licenziarsi e bacia sulla bocca Andrew, facendogli chiaramente capire che era lui la drag queen del Pride.
Michael decide di subentrare a Buzzy nella gestione del negozio di fumetti, così mette all'asta su Internet il raro numero uno di Capitan Astro che Brian gli aveva regalato al trentesimo compleanno.
Ed è proprio Brian che lo aiuta a venderlo a $10.000, con i quali Michael può alzare la serranda del negozio e dire di aver finalmente realizzato il suo sogno.
- Guest star: Lindsey Connell (Tracy), Alex Poch-Goldin (Andrew), Dominic Cuzzocrea (Buzzy), Gary Krawford (preside), Karen Glave (insegnante d'arte), Donna Goodhand (Adrienne Bennett)

## Mixed Blessings
- Diretto da: Bruce McDonald
- Scritto da: Matt Pyken e Michael Berns

### Trama
Justin presenta una cartella di lavori realizzati al computer al preside dell'Accademia che lo riammette ai corsi: a casa di Debbie tutti si complimentano con lui, ma scommettono di nascosto sulla fine della sua relazione con Brian perché sono convinti che non durerà.
Lindsay chiede a Melanie di andarsene perché si è offesa per i continui discorsi sessuali dei ragazzi, dicendo alla compagna che disprezza chi si prostituisce per guadagnare.
Melanie decide di confessarle che da giovane ha posato per Oui, una rivista porno lesbica, perché dopo il suo outing suo padre le tagliò i viveri.
Inizialmente Lindsay resta schifata, ma poi Melanie la sorprende mentre si sta masturbando guardando le sue fotografie sulla rivista.
Justin trova Brian che sta copulando con un ragazzo appena incontrato al supermercato e si interroga sul suo comportamento, ma senza volerlo Michael gli dice che Brian lo ha preso con sé perché mosso da compassione per il suo incidente.
Justin chiede a Debbie di ospitarlo nuovamente da lei: la donna va a parlare con Brian e gli rivela di aver capito che il ragazzo ha fatto breccia nel suo cuore, ma non vuole ammettere di amarlo.
Sulla pista del Babylon Brian e Justin hanno un chiarimento: Brian mette in chiaro che quando va a letto con altri ragazzi sta facendo esattamente quello che vuole, così come quando ritorna a casa da Justin, sta continuando a fare ciò che vuole. Justin capisce che Brian a modo suo tiene a lui e che deve andargli incontro in qualche modo se vuole continuare a stare con lui, quindi dice a Brian che anche lui vuole delle cose: sono liberi di andare con chi vogliono ma le loro storie devono chiudersi la sera stessa, rientrando a casa per le tre del mattino al massimo e non devono baciare nessuno sulla bocca; Brian con un bacio accetta le condizioni di Justin.
Ted apre il suo sito web porno, chiamato sega al lavoro, ma fronteggia subito i primi problemi: si ritrova infatti senza intrattenitore perché si è licenziato a causa della misera paga.
Ted ed Emmett incontrano Zack O'Toll in palestra e gli chiedono, siccome si ricorda ancora di loro, di masturbarsi davanti alla telecamera: all'ultimo momento però il divo è costretto a disdire perché impegnato nelle riprese della scena madre di un film.
Dovendo mandare avanti il programma, Ted costringe Emmett a sostituire O'Tool: il ragazzo si rivela molto bravo, tanto da aumentare notevolmente il numero di contatti del sito.
Ted comincia a pompare Emmett, facendolo sentire una star del porno, tanto da trovargli persino un nome d'arte: Fetch Dixon.
Michael sta sistemando il negozio quando entra il suo primo cliente: è Ben Bruckner, un professore universitario che sta cercando dei fumetti in cui vengono trattati temi legati all'omosessualità.
Ben rimane colpito dalla competenza di Michael nel parlare di fumetti e gli propone di tenere una lezione in università: lui decide di accettare, ma ha un ripensamento quando sente degli studenti sparlare di lui in corridoio perché non è acculturato.
Ben convince Michael a non vergognarsi e a tenere la conferenza: inizialmente è molto impacciato, ma poi si scioglie raccontando di come è nata la sua passione per i fumetti e del perché li ha sempre amati.
Ben invita Michael a casa sua per regalargli una copia del suo unico romanzo, con una dedica firmata per lui: i due iniziano a baciarsi, ma Ben lo ferma perché gli deve confessare di essere sieropositivo.
- Guest star: Jack Wetherall (Vic Grassi), Makyla Smith (Daphne Chanders), Matt Taylor (Zack O'Toll), Gary Krawford (preside)

## The Leper (Hath the Baby Not Eyes)
- Diretto da: Michael DeCarlo
- Scritto da: Blair Fell

### Trama
Ben si ripresenta in negozio perché vuole chiedere a Michael un appuntamento, apprezzando il fatto che non sia scappato come avrebbero fatto in molti di fronte alla confessione della sua sieropositività.
Dopo essersi baciati nel parco, Ben chiede a Michael di andare a ballare al Babylon: qui Michael lo presenta ai suoi amici, con Ted che dice agli altri di sapere la verità su Ben perché ha letto il suo libro.
Il giorno dopo alla tavola calda i ragazzi mettono Michael in guardia dai rischi che corre nel frequentare un sieropositivo: Debbie si intromette nel discorso e li rimprovera perché non dovrebbero parlare così di chi è stato meno fortunato di loro, ma cambia completamente atteggiamento quando Michael le dice che la faccenda riguarda proprio lui.
Michael assiste a una discussione tra sua madre e Vic, alterandosi per il modo in cui Debbie ha trattato lo zio perché gli ha detto che non vuole che Michael faccia la sua stessa fine.
Successivamente Debbie fa pace con Vic, ma le sue preoccupazioni permangono: il fratello le spiega che, nell'eventualità in cui accada ciò che lei teme, dovranno affrontarlo e andare avanti.
Emmett è ormai una celebrità, tanto da avere numerose schiere di ammiratori: Ted è però molto apprensivo e lo costringe a una vita tranquilla per essere in forze in vista delle sue performance.
Brian fa capire a Emmett che non si deve far trattare da Ted come se fosse un servo, ma può sfruttare la situazione a proprio vantaggio: Emmett comincia così a comportarsi da divo e avanza pretese che per Ted non sono sostenibili, il che porta a una brusca interruzione del proprio rapporto di lavoro.
Lindsay si accorge che difficilmente lei e Melanie potranno sostenere le spese per il matrimonio, così le viene l'idea di rivolgersi ai suoi genitori per ottenere un prestito.
I Peterson non riconoscono la loro unione e non intendono sborsare un centesimo: Lindsay non la prende bene perché hanno finanziato i tre matrimoni di Lynette, mentre per il suo non vogliono fare la loro parte.
Lindsay decide di invitare i genitori a un brunch per dimostrare loro che anche due lesbiche conoscono le regole dell'etichetta, ma all'ultimo momento i Peterson disdicono perché il padre di Lindsay ha preso il colpo della strega.
Melanie intuisce che si tratta di una scusa e accerta la verità nel momento in cui, passando a casa loro, li trova pronti per andare a un doppio misto di tennis.
La festa a casa di Lindsay va fuori controllo perché Brian ha versato una bustina di ecstasy nel punch: peccato che i Peterson abbiano cambiato idea e, vedendo il party selvaggio, rimangono indignati.
Lindsay ha però riflettuto sulle parole di Brian e, non cercando più la loro approvazione, dice ai genitori di tenersi pure i loro soldi.
Mentre Emmett scopre che Ted ha accontentato le sue richieste, allestendogli lo studio esattamente come desiderava, Michael rimane scioccato nel vedere l'armadietto del bagno di Ben pieno di medicinali e gli confessa di non riuscire a fare sesso con lui. Ben gli dice di apprezzare la sua sincerità, specialmente adesso che non sono ancora troppo coinvolti in questa relazione e lo lascia andare.
- Guest star: Jack Wetherall (Vic Grassi), Don Allison (Ron Peterson), Pixie Bigelow (Nancy Peterson), Nancy Sakovich (Leda)

## Love for Sale
- Diretto da: Alex Chapple
- Scritto da: Michael MacLennan

### Trama
Emmett riceve molti regali dai fan, tra cui un bellissimo braccialetto d'oro che decide di indossare, nonostante il parere contrario di Ted.
Mentre si trova in centro a girare per vetrine, una limousine si ferma davanti a Emmett e lo chauffeur lo invita a salire per raggiungere il suo padrone che è lo stesso ad avergli donato il braccialetto.
Emmett scopre che il suo ammiratore segreto è George Schickel, un anziano ricco che ha fatto fortuna nei sottaceti, il quale lo ha fatto venire per consumare un rapporto a pagamento: Emmett gli restituisce il braccialetto e se ne va molto contrariato dalla proposta indecente.
George rintraccia Emmett e si presenta nel suo appartamento per scusarsi e invitarlo a cena: tra i due sembra nascere una strana affinità, avendo entrambi un punto in comune in un passato difficile che hanno dovuto vivere.
Michael ha lasciato Ben, ma il suo ricordo continua a tormentarlo e così decide di andare alla ricerca di un nuovo fidanzato utilizzando un sistema di annunci su segreteria telefonica: gli uomini che gli capitano non sono però soddisfacenti, poiché hanno tutti mentito nel descriversi.
Michael opta per un sito web di incontri, dove è possibile realizzare un video di presentazione per evitare sorprese, ma il video registrato dal gestore del sito è un vero disastro, così Brian lo aiuta a costruire un profilo hot che possa attirare numerose prede.
In effetti Michael ha già un contatto molto promettente, un ragazzo muscoloso di nome Adam, che però si rivela essere una persona completamente ossessionata dalla forma fisica e dagli interventi chirurgici.
Come ultima chance Michael dà ascolto a sua madre e si rivolge alla sua amica Ida Pearlestein, un travestito che fissa appuntamenti tra gay: Michael racconta a Ida come dovrebbe essere il suo ragazzo ideale, ma la sua descrizione combacia perfettamente con quella di Ben.
Quando Michael entra nel ristorante dove ha appuntamento al buio con il ragazzo suggeritogli da Ida Pearlestein, incontra Ben seduto da solo ad un tavolo e subito pensa che Ida gli abbia fissato un appuntamento proprio con lui, ma quando si avvicina a Ben quest'ultimo, dopo un momento di smarrimento, gli spiega che si trova lì perché deve vedere un'altra persona.
Daphne ha organizzato una festa, ma Justin non ci vuole andare perché preferisce stare con Brian: Jennifer e lo stesso Brian lo esortano a frequentare i suoi coetanei perché è giusto che si goda la sua gioventù.
Alla festa Justin si sente un pesce fuor d'acqua in mezzo agli etero, ma il divertimento arriva quando conosce Eric, un ragazzo gay vergine con il quale ha un rapporto sessuale nella stanza di Daphne.
Per Justin si è trattata di una semplice scopata, ma non per Eric che cerca un po' di calore umano alla fine dell'amplesso. Justin, alle prese con i sensi di colpa, lo bacia anche sulla bocca, ma quando il ragazzo entra al Liberty Diner il giorno dopo per confessargli di essersi innamorato di lui, Justin lo respinge in malo modo, dandogli del povero illuso che non capisce nulla dell'amore, proprio come Brian fece con lui.
- Guest star: Sherry Miller (Jennifer Taylor), Makyla Smith (Daphne Chanders), Bruce Gray (George Schickel), Paul De La Rosa (chauffeur), Jonathan Payne (Eric), Sandy Jobin-Bevans (Adam), Avery Saltzman (Ida Pearlstein)

## Accentuate the Positive
- Diretto da: Bruce McDonald
- Scritto da: Efrem Seeger

### Trama
Michael non riesce a dimenticare Ben, nonostante gli amici abbiano cercato di dissuaderlo dal frequentare un sieropositivo, e gli chiede di riprovarci: Ben però non è altrettanto convinto, avendolo visto insicuro nell'approcciarsi a lui per via del suo problema.
Michael riesce a ottenere un appuntamento con Ben e lo porta da Woody's: la serata non sembra andare per il verso giusto, con Ben che sta per andarsene, ma Michael sale sul palco e gli dedica una canzone.
Felice per essersi rimesso con Ben, Michael lo porta a cena da sua madre: Debbie non reagisce bene nel vederli ancora insieme e gli pone continue domande circa il suo stato di salute.
Questa volta Michael non ha intenzione di fermarsi e, superata ogni paura, ha il suo primo rapporto completo con lui.
Da quando ha aperto il sito web, la vita sociale di Ted è notevolmente cresciuta: la sua ultima conquista è Thor, un bel ragazzo biondo, con il quale concorda un appuntamento.
Ted si sente uno straccio per il troppo lavoro e teme di non arrivare in forze alla serata con Thor: Emmett allora gli presta una confezione di viagra, ma sottovaluta il fatto che si trattava di compresse per persone anziane.
Thor è costretto a disdire per un problema con la sua cagnetta e Ted si ritrova con una gigantesca erezione: il medico gli spiega che soffre di priapismo e non è in grado di sapere quando l'effetto svanirà.
Al Babylon Ted incontra Thor e, proprio mentre stanno amoreggiando, il pene si sgonfia.
Brian viene costretto dalla sorella Claire a prendersi cura di sua madre Joanie, la quale si sta lasciando andare da quando è rimasta vedova. Brian accompagna Joanie in chiesa, dove fa la conoscenza del reverendo Butterfield, che le è stato molto vicino durante il lutto: Brian ricorda di aver visto il prete nella darkroom del Babylon e di averci fatto addirittura sesso qualche sera prima, accanto a Justin che invece scopava un altro ragazzo.
Joanie si presenta a sorpresa nel loft di Brian per portargli una torta come segno di ringraziamento, ma vede Justin semi nudo e capisce così che il figlio è gay: la donna se ne va sconvolta e mentre aspetta il montacarichi per scendere giù Brian la raggiunge e cerca di avere un dialogo con lei ma riesce solo ad irritarla di più perché Brian confessa che era l'unica della famiglia a non saperlo, e lei lo saluta profondamente amareggiata e dicendo che pregherà per lui affinché non finisca all'inferno.
Brian va a parlare con il reverendo Butterfield, confidandogli le parole che gli ha rivolto sua madre e sottolineando l'ipocrisia che il prete ha tra ciò che professa dal pulpito nei suoi sermoni e ciò che poi fa e gli dice che ha intenzione di riferire alla madre la verità su di lui, ma alla fine decide di salvare le apparenze perché si rende conto che comunque il reverendo è stato molto importante per la madre, specialmente dopo la morte del marito. Il prete si presenta al Babylon per ringraziare Brian di aver mantenuto il segreto.
- Guest star: Jack Wetherall (Vic Grassi), John Ralston (reverendo Tom Butterfield), Lynne Deragon (Joanie Kinney), Kirsten Kieferle (Claire), Jack Knight (John), Matthew Knight (Peter), David Christo (Thor), Richard McMillan (dottore)

## Priorities, Please!
- Diretto da: Michael DeCarlo
- Scritto da: Matt Pyken e Michael Berns

### Trama
Lindsay e Melanie non riescono a mettersi d'accordo riguardo al menù da scegliere per il ricevimento nuziale: Lindsay vuole qualcosa di costoso e sofisticato, mentre Melanie preferisce andare al risparmio.
Inoltre, la madre di Lindsay non intende che la figlia indossi l'abito nuziale che la defunta nonna Fey aveva lasciato per la nipote, in quanto non approverebbe mai il suo matrimonio con una donna.
Lindsay e Melanie si intrufolano nella soffitta di casa Peterson per prendere il vestito, ma aprendo il baule non lo trovano: in compenso ci sono molte lettere che Fey ha ricevuto da una certa Vera durante la seconda guerra mondiale.
Leggendole, scoprono che Fey e Vera hanno avuto una relazione omosessuale durante la guerra, salvo poi tornare dai loro mariti una volta concluso il conflitto, a causa soprattutto della condizione femminile dell'epoca.
Tornate a casa, Lindsay e Melanie aprono un'ultima lettera, più recente, nella quale Vera dice di essere ancora innamorata di Fey e rimpiange di non aver avuto il coraggio di confidarle i propri sentimenti.
Lindsay e Melanie decidono di mettere da parte tutte le discussioni e di vivere al massimo il loro matrimonio, onorando la memoria di Fey e Vera.
La relazione tra Emmett e George sembra essere una cosa seria: i due copulano ed Emmett sembra stranamente apprezzare la compagnia di un uomo anziano, tanto da portarlo addirittura al Babylon per presentarlo ai suoi amici.
Emmett trova nella corrispondenza di George un invito per la prima a teatro, ma scopre che l'uomo non ci va più da quando ha fatto coming out per soggezione nei confronti dell'ex moglie Virginia.
Emmett convince George ad andare insieme e sul posto incontrano Ted: Emmett conosce Virginia e la deride, sottolineando il fatto che una checca isterica come lui è capace di rendere George più felice di quanto abbia fatto lei in molti anni.
Dopo lo spettacolo, mentre sono in limousine, Emmett si scusa con George per quello che ha fatto: il miliardario è però felice perché grazie a lui ha ritrovato il coraggio di farsi vedere in società e lo vuole al suo fianco anche alle prossime prime.
Michael è in negozio a leggere l'ultimo numero di Capitan Astro, quando apprende con grande delusione che il suo supereroe preferito è morto.
Debbie apre il cassonetto della spazzatura e trova il cadavere di un ragazzo, avvertendo immediatamente la polizia: la donna rimane sconvolta dai metodi del detective Horvath, il quale mostra un atteggiamento omofobo nel liquidare il caso come normale amministrazione per un gay che va a letto con uno sconosciuto.
A deludere Debbie è soprattutto l'atteggiamento dei ragazzi, ai quali non sembra importare che un loro coetaneo sia morto, mentre Michael trova più urgente piangere la scomparsa di Capitan Astro.
L'unico a prendere sul serio la cosa è Justin: il giovane comincia a riflettere sullo stile di vita che lui e Brian stanno conducendo, essendo stati finora molto fortunati a non incontrare malintenzionati.
La sera al Babylon, Michael parla del suo dispiacere per Capitan Astro con Ben e i due gli dedicano un minuto di silenzio, mentre Justin cerca invano di dissuadere Brian dall'andare con l'ennesimo sconosciuto.
- Altri interpreti: Bruce Gay (George Schickel), Peter MacNeill (detective Carl Horvath), Nancy Sakovich (Leda)

## The Wedding
- Diretto da: Kevin Inch
- Scritto da: Ron Cowen, Daniel Lipman e Karen Walton

### Trama
Lindsay e Melanie stanno festeggiando l'addio al nubilato: Leda regala loro la consultazione gratuita di una chiromante, la quale predice che il giorno scelto per sposarsi è una data funesta e che dovrebbero cambiarla.
In effetti, ogni cosa sembra andare per il verso sbagliato: il ristorante del catering è stato chiuso per salmonella, la gioielleria ha perso le fedi nuziali e la tintoria ha rovinato il vestito di Lindsay.
Brian vince un viaggio a Miami, dove parteciperà al rinomatissimo White Party, e preferisce andarci piuttosto che assistere al matrimonio delle amiche: avendo due biglietti propone a Justin di accompagnarlo e il ragazzo accetta entusiasta.
Vic subisce la revoca della pensione di invalidità ed è costretto a tornare a lavorare come cuoco per mantenersi: Debbie lo assume in prova a Liberty Diner, ma il fratello ha perso la mano e non riesce a sopportare i ritmi veloci della tavola calda.
Ted e Michael stanno cercando un regalo per Lindsay e Melanie: Ted deve assentarsi per affari, così lascia $500 a Michael per comprare quello che ritiene sia il più adatto.
Michael è attratto da un vucumprà e acquista una fatiscente statua africana, pagandola l'intera somma: Ted non gradisce affatto l'oggetto e accusa l'amico di aver sperperato i soldi.
Emmett ha messo da parte una cospicua somma grazie all'attività del sito web, così decide di concedersi una "spesa pazza": rifarsi il sedere.
Emmett ha solo l'imbarazzo della scelta tra numerose protesi, ma George gli sconsiglia di sottoporsi all'intervento perché ricorrere alla chirurgia rende le persone infelici, esattamente come accaduto alla sua ex moglie Virginia.
Brian sta facendo una lampada, quando si para davanti a lui una Melanie in lacrime perché Lindsay ha deciso di annullare la cerimonia e manca soltanto un giorno.
Brian prende in mano la situazione e riunisce tutta la combriccola, dando a ognuno un compito per organizzare il matrimonio: Emmett deve occuparsi della location, Michael e Ted delle vettovaglie, Debbie del vestito di Lindsay, Vic e Justin della torta.
George decide di mettere a disposizione di Emmett la sala dove si sposò sua figlia Frankie, mentre Michael e Ted non si parlano più.
Vic è in grossa difficoltà nella realizzazione della torta, così Debbie lo sprona piuttosto duramente, dandogli addirittura del fallito.
Justin resta sorpreso da questo modo di fare, ma Debbie gli spiega che è soltanto così che è riuscita a tenerlo in vita: infatti Vic si mette di lena e realizza un'ottima torta.
La mattina del matrimonio Brian porta Lindsay e Melanie alla villa di George: mentre si stanno preparando, Brian si offre di rinunciare al suo viaggio e cederlo a loro, ma Lindsay non vuole costringerlo a stare al matrimonio e lo esorta a partire.
Justin dice a Brian che rinuncia al viaggio perché vuole assistere al matrimonio, in quanto Debbie gli ha consigliato di non mancare ad un evento così importante per quella che ormai è la sua famiglia.
Lindsay e Melanie si sposano in una commossa cerimonia, dopo la quale Michael e Ted fanno pace: le spose lanciano il bouquet, mentre in contemporanea Brian lo prende al volo in una discoteca di Miami.
- Guest star: Jack Wetherall (Vic Grassi)
- Altri interpreti: Bruce Gray (George Schickel), Nancy Sakovich (Leda)

## One Degree of Brian Kinney
- Diretto da: Thom Best
- Scritto da: Michael MacLennan

### Trama
Michael scopre che tra i numerosi amanti di Brian c'è stato anche Ben, ma reagisce con indifferenza perché è risaputo che l'amico si è portato a letto tutti i gay di Pittsburgh tranne lui.
Questo però rovina la sua vita sessuale con Ben, in quanto Michael immagina continuamente Brian presente durante i loro rapporti: al ragazzo non va giù che Brian conosca Ben a un livello così intimo.
Brian propone a Michael di copulare nel suo negozio, così almeno potrà darsi pace una volta per tutte: Michael però non riesce ad andare oltre perché per lui Brian è troppo importante.
Michael va a parlare con Ben e gli promette di lasciar perdere tutto, dimenticando tutte le relazioni che entrambi hanno avuto nel loro passato perché è solo il presente che conta.
Debbie è molto triste perché il ragazzo che aveva trovato nel cassonetto è stato sepolto in una fossa al cimitero senza una lapide con il nome: la donna si rivolge nuovamente al detective Horvath, il quale dice di brancolare ancora nel buio.
Debbie sa benissimo che in realtà non gli interessa scoprire la verità, così comincia a indagare per conto suo e chiede a Justin di disegnare un identikit del giovane da distribuire alla gente.
Jennifer le dà una mano, ma nessuno dei passanti dice di conoscerlo: a un certo punto emerge una nuova pista che porta alla Liberty Spark, un bordello di omosessuali, dove uno dei presenti dice che il ragazzo in questione prendeva delle medicine contro l'asma.
Allora Debbie e Vic si rivolgono a un farmacista, trovando una ricetta mai ritirata: scoprono così che il ragazzo si chiamava Jason Camp e il detective Horvath completa l'indagine, ringraziando Debbie per quello che ha fatto e promettendole di tenerla aggiornata su eventuali sviluppi del caso.
Ted ed Emmett sono a un party mondano, dove incontrano Garth Racine, uno dei gay più influenti di Pittsburgh: Ted gli rivolge la parola, ma se ne va dopo un momento di imbarazzo lasciandogli il suo biglietto da visita.
La sera dopo Ted ed Emmett sono al ristorante con Lindsay e Melanie, quando si avvicina Racine che invita a Ted ad una festa a casa sua.
Ted scopre che Racine lo ha invitato perché vuole chiedergli un favore: la sua richiesta è conoscere Rex, uno dei ragazzi che lavora per il suo sito web.
Ted è schifato dalla proposta, ma Melanie gli fa capire che è tipico degli uomini d'affari agire per i propri interessi: Ted accontenta Racine e questi inizia a prenderlo in simpatia.
- Guest star: Sherry Miller (Jennifer Taylor), Jack Wetherall (Vic Grassi)
- Altri interpreti: Peter MacNeill (detective Carl Horvath)

## It's Because I'm Gay, Right?
- Diretto da: John Greyson
- Scritto da: Ron Cowen, Daniel Lipman e Efrem Seeger

### Trama
Ted e Michael stanno raccogliendo fondi per Angeli su Pittsburgh, un'associazione che distribuisce pasti a domicilio, ma le previsioni di affluenza non sono lusinghiere: cercano quindi di convincere a intervenire Divina Devora, una nota drag queen che si trova in città per degli spettacoli, ma ottengono un secco rifiuto perché non si esibisce più per beneficenza.
Michael scopre che Divina da uomo si chiama Danny ed è stato compagno di classe al liceo di suo zio Vic, nonché fidanzato di Debbie: quando consulta insieme a Ben l'annuario di sua madre, nota un'incredibile somiglianza tra lui e Danny.
Michael chiede spiegazioni a Debbie, ma la donna è molto evasiva e dice che Danny l'ha lasciata trentun'anni prima, quando si erano diplomati, per iniziare la sua carriera da drag queen.
A Michael viene l'atroce sospetto che Danny sia suo padre, mentre in realtà gli è sempre stato detto che è figlio di John Michael Novotny, un caduto della guerra del Vietnam premiato con la medaglia al merito.
Debbie va a parlare con Danny, raccontandogli che Michael è suo figlio e che si è inventata la storia dell'intrepido soldato leggendo i necrologi sul giornale, raccomandandogli di non dire niente a lui.
Dopo lo spettacolo, Michael va in camerino a parlare con Danny e gli dice quello che sa: Danny nega la pur evidente somiglianza con la fotografia sull'annuario, ma gli fa capire che la verità è ciò che uno intende far credere.
Michael torna a casa, con Debbie pronta a rivelargli tutto, ma il ragazzo ha compreso il gesto d'amore che ha fatto per lui e vuole continuare a credere alla storia del soldato che gli è sempre stata raccontata.
Jennifer informa Justin che il padre non ha più intenzione di pagargli gli studi, adducendo come scuse la borsa in ribasso e le due ex mogli che deve già mantenere.
Justin non vuole pesare né sulla madre, che deve pensare a sé stessa e a sua sorella, né su Brian, il quale lo ha già aiutato abbastanza, così fa richiesta per una borsa di studio, respinta perché la sua famiglia non ha problemi economici.
L'unica possibilità che gli si presenta è quella di trovarsi un lavoro: dopo alcuni tentativi, decide di lavorare come cubista al Babylon, ma si accorge che le mance non sono granché.
Gary, il proprietario, gli dice che lavorare al bar è molto più remunerativo, ma per farlo deve concedergli dei favori sessuali: Justin accetta, avendo capito che è il solo modo per sbarcare il lunario.
Brian, vedendolo tornare a casa a notte fonda e con una promozione ottenuta già alla prima serata, intuisce la verità.
Lindsay e Melanie sono alla ricerca di una buona scuola per Gus: la loro scelta ricade su un istituto che sembra aperto anche ai bambini con genitori dello stesso sesso.
Gus non viene preso e Lindsay, convinta che sia per il fatto che è figlio di due lesbiche, chiede a Brian di accompagnarla al colloquio con un'altra scuola, fingendosi i signori Kinney: nemmeno stavolta l'esito è positivo perché, al contrario di quanto accaduto con il primo istituto, si è deciso di assegnare l'ultimo posto rimasto a un bambino con genitori dello stesso sesso.
- Guest star: Jack Wetherall (Vic Grassi), Sherry Miller (Jennifer Taylor)

## The Dangers of Sex and Drugs
- Diretto da: John Fawcett
- Scritto da: Ron Cowen, Daniel Lipman, Matt Pyken e Michael Berns

### Trama
Debbie viene invitata a uscire dal detective Horvath: la donna inizialmente rifiuta, ma poi Vic la convince ad accettare la proposta perché è da anni che un uomo non si interessa a lei.
Durante la cena al ristorante, Debbie trova un'inattesa affinità con Carl e, quando torna a casa, subisce i rimbrotti di Michael perché sta rinunciando ai suoi principi nell'uscire con un omofobo, mentre lei non ha ancora accettato Ben.
Dopo aver ricevuto uno schiaffio dalla madre, Michael raggiunge Brian e Ted al bar e i tre se ne tornano a casa a bordo della jeep di Brian, con Michael alla guida.
Il ragazzo, distratto dalle prese in giro degli amici, supera il limite di velocità e vengono fermati da una pattuglia: Michael insulta il poliziotto e questi li arresta tutti e tre.
La mattina dopo vengono liberati da Carl, il quale promette a Michael di dimenticarsi dell'accaduto e in cambio gli chiede di accettare la sua relazione con sua madre.
Michael e Ben sono alla tavola calda: il ragazzo si scusa con Debbie, promettendole che non la criticherà più per la sua relazione con Carl, ma allo stesso tempo vorrebbe che lei accettasse Ben.
Brian è preoccupato perché Justin non si regge in piedi, essendo costretto a turni di lavoro massacranti fino alle due di notte: il giovane non intende abbandonare il lavoro perché, da quando si è spostato al bar, le mance sono buone.
Justin si rende conto che sta trascurando gli studi, così chiede a Gary di avere qualche serata libera: l'uomo acconsente, però gli chiede di presenziare come accompagnatore a un afterparty in casa sua.
Justin scopre con disgusto che Gary e i suoi amici drogano dei ragazzi per poi violentarli: quando viene il suo turno, si ribella e colpisce in volto Gary, andandosene via barcollando per effetto delle sostanze che ha preso.
Avendo perso il lavoro, Justin decide di accettare la proposta di Brian di mantenerlo agli studi.
George propone ad Emmett un viaggio intorno al mondo della durata di sei mesi: il ragazzo è entusiasta e saluta Michael, ricordandogli le spese per il loro appartamento che dovrà sostenere.
A bordo dell'aereo Emmett propone a George di copulare nel bagno: durante il rapporto l'anziano ha un attacco di cuore e muore sul colpo.
- Guest star: Jack Wetherall (Vic Grassi)
- Altri interpreti: Bruce Gray (George Schickel), Peter MacNeill (detective Carl Horvath)

## Rage Against This Machine
- Diretto da: Jeremy Podeswa
- Scritto da: Ron Cowen, Daniel Lipman e Karen Walton

### Trama
Michael propone a Justin di lavorare insieme alla realizzazione di un nuovo fumetto, il cui protagonista deve essere un supereroe gay: i due decidono di creare il personaggio di Furore, chiaramente ispirato a Brian.
Michael e Justin trascorrono molto tempo insieme, scatenando la gelosia di Brian: una sera, trovandoli addormentati nel suo letto abbracciati, sfoga la propria ira sul loro lavoro, urinando addirittura su uno dei fogli.
È Debbie a farlo rendere conto che è lui Furore, così Brian chiede scusa a Michael e Justin, promettendo loro che si occuperà personalmente della pubblicità per lanciare il fumetto.
Fetch Dixon ottiene la nomination come "Attore porno gay dell'anno": Ted è molto orgoglioso, ma Emmett non è dell'umore per uscire e sta preparando un discorso per il funerale di George.
Emmett va nella sua villa per ritirare alcune cose e ci trova Virginia: la donna ha organizzato la cerimonia funebre e non vuole che lui parli di George, in quanto interverrà l'alta società di Pittsburgh e nessuno deve sapere della loro relazione.
Al funerale Emmett si alza per tenere il suo discorso, ma Virginia lo fa allontanare dalla chiesa da due buttafuori: il ragazzo è ancora più distrutto di prima, ma Ted si offre di ritirare il premio per lui se dovesse vincere.
In effetti, è proprio Fetch Dixon a essere premiato: Ted sale sul palco e viene affiancato da Emmett, il quale alla fine ha deciso di venire e sfrutta l'occasione per tenere il discorso in onore di George.
Lindsay decide di realizzare uno studio di pittura personale in soffitta: Melanie le consiglia di assumere Leda, che di professione fa l'architetto, anche perché la ragazza non ha dove stare.
Lindsay, che non vuole avere per casa l'ex compagna di Melanie, si mette in testa di fare il lavoro da sola sotto le istruzioni di una guida, ma combina un disastro dopo l'altro.
Lindsay si rende conto che deve farsi aiutare da Leda, così accetta di ospitarla in casa sua: Leda spiega che i danni non sono gravi, però il lavoro di ristrutturazione sarà molto lungo.
- Altri interpreti: Nancy Sakovich (Leda)

## You Say It's Your Birthday! I Couldn't Care Less!
- Diretto da: Bruce McDonald
- Scritto da: Ron Cowen, Daniel Lipman e Michael MacLennan

### Trama
Ben e Justin compiono gli anni lo stesso giorno.
Michael ha rubato il palmare al suo fidanzato per chiamare i suoi amici e organizzargli una festa a sorpresa: Emmett si offre di allestire un party con tema orientale.
Inizialmente Debbie decide di non andare alla festa perché non vuole festeggiare Ben, ma poi Vic la convince a cambiare idea perché fino adesso le cose a Michael stanno andando piuttosto bene.
Lindsay e Melanie decidono di portare Justin al concerto del giovane e talentuoso violinista Ethan Gold, uno studente che frequenta la sua stessa scuola, poiché Brian ha deciso di non festeggiarlo in alcun modo e anche perché il ragazzo ha bisogno di farsi un po' di cultura.
Justin rimane colpito dalla bellezza di Ethan e lo ritrae sul programma del concerto: quando va a complimentarsi con lui, Ethan gli dice di essersi distratto durante l'esibizione perché lo guardava con insistenza, anche se lo ha apprezzato, e gli regala una copia del suo cd.
Tornato a casa, Justin riceve un regalo a sorpresa da Brian: un affascinante gigolò.
Ted conosce Luke, un giovane insegnante dedito al volontariato, e i due cominciano a frequentarsi, anche se Ted omette di dirgli che gestisce un sito web pornografico: quando glielo confida, Luke decide di far finta di niente perché a lui Ted piace molto.
Tutti sono nell'appartamento di Michael ed Emmett, pronti ad accogliere Ben, ma quando l'uomo entra in casa è parecchio irritato e ordina a Michael di mandare via tutti.
Michael rompe immediatamente ogni contatto con lui, ma dopo qualche giorno Ben si ripresenta nell'appartamento per raccontargli il vero motivo del suo comportamento: quella sera aveva appena saputo dal dottore che il suo quadro clinico è notevolmente peggiorato, così Michael si stringe a lui chiedendogli perdono.
Justin incontra Ethan a scuola per dirgli che il suo cd gli piace davvero molto, raccontandogli anche che il suo fidanzato non lo voleva festeggiare: Ethan apprende con delusione che Justin è impegnato, ma gli fa notare che se fosse stato il suo ragazzo gli avrebbe regalato una giornata da favola.
Luke comunica a Ted che stanno correndo un po' troppo e non riesce a scacciarsi dalla testa il suo lavoro nel porno, quindi è meglio se si prendono una pausa.
Melanie rimprovera Brian per la faccenda del gigolò, così l'uomo si ferma a compare un mazzo di fiori per Justin, però alla fine li lascia giù: i sentimentalismi non fanno per lui.
- Guest star: Jack Wetherall (Vic Grassi)
- Altri interpreti: Fabrizio Filippo (Ethan Gold)

## You Can Leda Girl to a Pussy
- Diretto da: David Wellington
- Scritto da: Ron Cowen, Daniel Lipman e Efrem Seeger

### Trama
Emmett apprende con sorpresa che sul suo conto corrente sono stati depositati $10.000.000 e pensa che sia un errore.
Il responsabile della banca gli comunica che è tutto vero, in quanto a depositare l'intera somma è stato George, che gli ha lasciato anche una videocassetta: nel nastro lo esorta a spendere i soldi per realizzare ciò che lo rende felice.
Emmett fa dei regali molto costosi ai suoi amici: una macchina per Lindsay e Melanie, un viaggio in Italia con visita all'emporio Armani per Brian e Justin, un braccialetto per Debbie, il pagamento di cinque anni sull'ipoteca del negozio di Michael e un abbonamento permanente all'opera per Ted.
Emmett ha anche deciso di aprire un centro di incontri per gay e lesbiche, intitolandolo a George: tuttavia, gli viene consegnata una lettera in cui la famiglia Schickel annuncia che farà ricorso per avere l'eredità e che il conto è stato congelato.
La Ryder è stata venduta a Gardner Vance, il quale ha deciso di licenziare tutti i dipendenti e che d'ora in avanti l'agenzia si chiamerà Vanguard: Brian è convinto di essere salvo perché è la persona più indicata per diventare suo socio, ma Gardner gli comunica che è a rischio licenziamento esattamente come tutti gli altri e che ha una settimana di tempo per fargli cambiare idea.
Leggendo la biografia di Gardner, Brian trova che l'unica pecca della sua carriera è stata la mancata conclusione di un accordo con la Brown Athletics: realizza quindi un servizio fotografico da presentare al signor Brown, in modo che questi accetti di diventare cliente della Vanguard.
Brian deve partire alla volta di Chicago per chiudere l'affare, rinunciando al fine settimana nel Vermont che Justin gli aveva chiesto con insistenza: il ragazzo mostra tutte le sue rimostranze, ma Brian gli fa notare che la bella vita che stanno facendo se la possono permettere solo grazie al suo lavoro.
Justin confida a Michael di nutrire dei dubbi circa la sua relazione con Brian, in quanto ha bisogno di un fidanzato che sia sempre al suo fianco e che si ingelosisca quando copula con qualcun altro: Michael gli fa notare che Brian non sarà mai quel tipo di compagno.
Brian riesce a rintracciare il signor Brown e gli presenta il servizio, siglando con lui un accordo secondo il quale diventerà cliente della sua azienda, ma con la clausola di costringere Gardner ad assumerlo come socio.
Brian rientra a casa tutto contento per la promozione, ma trova il loft vuoto perché Justin è partito senza di lui.
La vita sessuale di Lindsay e Melanie è in crisi: Leda consiglia loro di provare a ravvivarla, facendo qualcosa di nuovo.
Melanie porta Lindsay in un motel, ma sono distratte dalle urla di altre coppie e si mettono a guardare un programma di cucina in televisione.
Lindsay va in cucina di notte e ci trova Leda, la quale le propone dei massaggi distensivi: Melanie si ingelosisce nel vedere Leda sopra la sua compagna.
La mattina dopo, Melanie ordina a Leda di andarsene perché è convinta che le porterà via Lindsay: a questo punto le due donne capiscono che, per superare i loro problemi sessuali, devono copulare a tre.
- Altri interpreti: Bruce Gray (George Schickel), Nancy Sakovich (Leda)

## Sick, Sick, Sick
- Diretto da: Alex Chapple
- Scritto da: Ron Cowen, Daniel Lipman, Matt Pyken e Michael Berns

### Trama
Ben ha un malore mentre sta tenendo una lezione all'università: in ospedale gli viene diagnosticata una pancreatite acuta che è stata causata dai farmaci contro l'HIV.
Michael è sconvolto, ma non vuole essere aiutato da nessuno dei suoi amici: questo fino a quando non telefona a Brian perché ha appena saputo dai dottori che Ben potrebbe non farcela.
Michael ha un crollo emotivo perché crede di non essere abbastanza forte da sopportare tutto questo, ma Brian lo consola ricordandogli come gli è stato vicino quando in ospedale c'era Justin.
Vic informa Debbie dell'accaduto, in quanto Michael l'ha voluta tenere all'oscuro, e la donna si presenta in ospedale desiderosa di aiutare Ben: l'uomo si scusa per aver coinvolto Michael nei suoi problemi, ma Debbie gli dice che la vera stupida è lei ad averli voluti ostacolare.
Ben riesce a superare la malattia, ma nel dimetterlo il dottore gli ordina di non prendere più i farmaci contro l'HIV perché lo hanno debilitato molto.
Melanie assiste Emmett nella sua causa contro la famiglia Schickel, ma è molto pessimista circa le possibilità di vittoria perché gli avvocati della famiglia tenteranno di dimostrare che George è stato manipolato da lui.
Melanie avverte gli avvocati degli Schickel che, qualora la famiglia non dovesse recedere dalla sua intenzione di entrare in possesso dell'eredità, diffonderà alla stampa il videomessaggio lasciato da George ad Emmett.
La famiglia Schickel propone ad Emmett un patteggiamento da $1.000.000, ma in cambio lui deve firmare un documento in cui dichiara di non aver avuto alcuna relazione con George.
Ted e Melanie cercano in tutti i modi di convincere Emmett ad accettare perché con questi soldi può sistemarsi per l'avvenire, ma il ragazzo non intende rinnegare la sua storia con George e strappa l'assegno davanti agli increduli avvocati.
Justin è sempre più insoddisfatto del suo rapporto con Brian, anche perché non gli parla da quando è tornato dal week-end nel Vermont.
In realtà, Brian è molto occupato nel suo nuovo ruolo di socio e aiuta Gardner a chiudere un accordo con alcuni clienti piuttosto esigenti, dimostrando ancora una volta le sue grandi doti intuitive nel campo pubblicitario.
Justin incontra Ethan mentre sta suonando per strada e scopre che il ragazzo vive in un appartamento piuttosto squallido, l'esatto opposto del loft lussuoso in cui lui sta con Brian.
I due giovani entrano sempre più in intimità: Ethan vuole acquistare uno dei quadri di Justin e quest'ultimo in cambio gli chiede di suonargli una canzone.
Quando Brian preferisce andare al Babylon piuttosto che fare un picnic romantico in casa, Justin va da Ethan per la canzone che gli aveva promesso: la sinfonia romantica porta i due ragazzi a baciarsi e copulare.
- Guest star: Makyla Smith (Daphne Chanders), Jack Wetherall (Vic Grassi)
- Altri interpreti: Fabrizio Filippo (Ethan Gold)

## Bowling for Equality
- Diretto da: Michael DeCarlo
- Scritto da: Efrem Seeger, Michael MacLennan, Matt Pyken e Michael Berns

### Trama
Debbie trascorre una serata al bowling in compagnia degli amici di Carl: quando vedono una coppia di gay giocare sulla pista accanto, uno di loro allude malignamente all'incapacità degli omosessuali di praticare questo sport.
Debbie decide di sfidarli in una partita con i Liberty Bowles, chiamando a raccolta gli amici di Michael, per dimostrargli che i gay non sono inferiori a nessuno.
L'unico giocatore di bowling veramente in gamba della squadra è Ben, ma Michael non vuole che giochi perché è ancora in convalescenza: al suo posto Debbie è costretta a far giocare Emmett, il quale per sua stessa ammissione è piuttosto scarso.
La sera della partita Emmett finge un infortunio alla mano, in modo che possa essere sostituito da Ben: Michael decide di accordargli il permesso di giocare per il bene della squadra, ma Ben fallisce l'ultimo e decisivo strike tenendo in piedi un birillo.
I ragazzi sono comunque contenti perché si sono fatti valere e, mentre si trovano da Woody a festeggiare, vengono raggiunti da Carl che si complimenta con loro e bacia Debbie: è la prima volta che in quel bar si bacia una coppia eterosessuale e tutti li applaudono, tranne Michael che confida a Brian tutto il proprio disagio.
Ted si rende conto che, da quando lavora al suo sito web, ha perso ogni interesse per il porno: Brian gli fissa un appuntamento con alcune sue conoscenze per regalargli una notte di sesso indimenticabile, ma Ted è piuttosto goffo e manda tutto a monte.
Michael vede Justin baciare Ethan, ma non sa se dirlo a Brian: Ben gli suggerisce di non farlo perché è meglio evitare di intromettersi nel loro rapporto.
Michael comunque mette una pulce nell'orecchio di Brian, facendolo riflettere sulle frequenti assenze di Justin dell'ultimo periodo: ad insospettirlo ulteriormente è anche l'abitudine del ragazzo di farsi la doccia prima di ogni rapporto.
Brian torna a casa prima di Justin e copula con lui, impedendogli di farsi la doccia: sentendo l'odore di un'altra persona, interrompe il rapporto e gli dice piuttosto sgarbatamente di lavarsi.
Ted si dispera perché non ha ancora trovato l'anima gemella, ma all'improvviso ha un'illuminazione e si rende conto che ama una persona a lui molto vicina: Emmett.
Lindsay e Melanie hanno ritrovato l'intesa sessuale, ma adesso il loro problema è non riuscire a liberarsi di Leda: le due donne decidono di pazientare fino a quando i lavori di ristrutturazione saranno finiti.
Una volta che la soffitta è pronta, Leda propone a Lindsay e Melanie di ristrutturare il garage per farlo diventare una stanza degli ospiti, alludendo chiaramente a un prolungamento del suo soggiorno in casa loro.
Sentendosi praticamente cacciare via, Leda si arrabbia molto perché si sono approfittate di lei sia per i lavori in soffitta, sia per i loro problemi di coppia, dandole il benservito ora che non serve più.
Prima che Leda parta, Melanie si scusa con lei perché vuole lasciarsi in buoni rapporti: Leda le confida che il motivo per cui ha insistito nello stare a casa loro è che si sente sola, non avendo una compagna, ma Melanie la rassicura dicendole che troverà la persona giusta.
- Guest star: Jack Wetherall (Vic Grassi)
- Altri interpreti: Fabrizio Filippo (Ethan Gold), Peter Macneill (detective Carl Horvath), Nancy Sakovich (Leda)

## Out with a Whimper
- Diretto da: David Wellington
- Scritto da: Ron Cowen e Daniel Lipman

### Trama
Il primo numero di Furore è stato pubblicato: Brian, come aveva promesso a Michael e Justin, si è occupato di organizzare un'intervista con la stampa gay locale e una serata d'inaugurazione al Babylon.
Justin apprende da Michael che è stato lui a dire a Brian che poteva avere un'altra relazione, così si rifiuta di partecipare all'intervista e minaccia di rompere la loro partnership.
Ben è stato accettato dall'Accademia di studi buddhisti di Lhasa, dove andrebbe a trascorrere sei mesi.
Michael non vuole farlo partire, ma cambia idea quando Vic gli spiega che un sieropositivo vive costantemente nella paura di una morte incombente e che non sa per quanti giorni ancora potrà essere al mondo.
Debbie rimane dubbiosa e mette in chiaro con Ben di non pensare che Michael lo aspetti per tutto quel tempo.
Brian ha scoperto l'identità del corteggiatore di Justin e attira la sua attenzione lasciandogli una mancia di $100.
Brian porta Ethan alla tavola calda dove lavora Justin, con il pretesto di proporgli un lavoro nello spot pubblicitario che la sua azienda deve girare, mentre in realtà il suo obiettivo è metterlo in imbarazzo con Justin.
Ethan accusa Justin di stare insieme a Brian soltanto perché è ricco, mentre lui invece gli può offrire un amore sincero: Justin sembra aver scelto Brian perché torna al loft e si mette sotto le coperte con lui.
Ted comincia a perseguitare Emmett, seguendolo ovunque va e riempiendolo in continuazione di complimenti sdolcinati.
Lindsay e Melanie capiscono che Ted si è infatuato di Emmett e gli consigliano di portarlo a cena, dove potergli rivelare i suoi sentimenti.
Emmett, di fronte alla dichiarazione d'amore di Ted, rimane spiazzato e dice di avergli sempre voluto bene, però lo vede soltanto come niente più che un amico.
Alla festa d'inaugurazione di Furore al Babylon, Michael e Justin si ostinano a non volersi parlare: Brian suggerisce al ragazzo di mettere da parte gli screzi con il suo socio e di fare in modo che essi non intralcino il loro lavoro.
Ted non si dà pace per il no ricevuto da Emmett e continua ad insultarsi, dandosi del patetico che non piacerà mai a nessuno: Emmett gli spiega che non è vero, dato che lui ha molte qualità, e i due iniziano a baciarsi.
Ben dice a Michael di aver rinunciato al Tibet perché vuole vivere il presente con lui, in quanto può trovare la felicità senza bisogno di andare verso mete remote.
Justin vede Brian nella darkroom con un altro uomo, così esce e trova Ethan che ha deciso di accettare il suo invito a venire perché non riusciva a smettere di pensare a lui: i due si baciano davanti a tutti, con Brian che dissimula il proprio rammarico nel suo solito atteggiamento d'indifferenza.
- Altri interpreti: Sherry Miller (Jennifer Taylor), Makyla Smith (Daphne Chanders), Jack Wetherall (Vic Grassi), Fabrizio Filippo (Ethan Gold)